# Piuí
Piuí är en ort i Brasilien.   Den ligger i kommunen Piumhi och delstaten Minas Gerais, i den sydöstra delen av landet, 600 km söder om huvudstaden Brasília. Piuí ligger 791 meter över havet och antalet invånare är 27 327.
Terrängen runt Piuí är kuperad åt sydost, men åt nordväst är den platt. Det finns inga andra samhällen i närheten.
Omgivningarna runt Piuí är huvudsakligen savann. Runt Piuí är det glesbefolkat, med 12 invånare per kvadratkilometer.